# اونی (فولکلور ژاپنی)

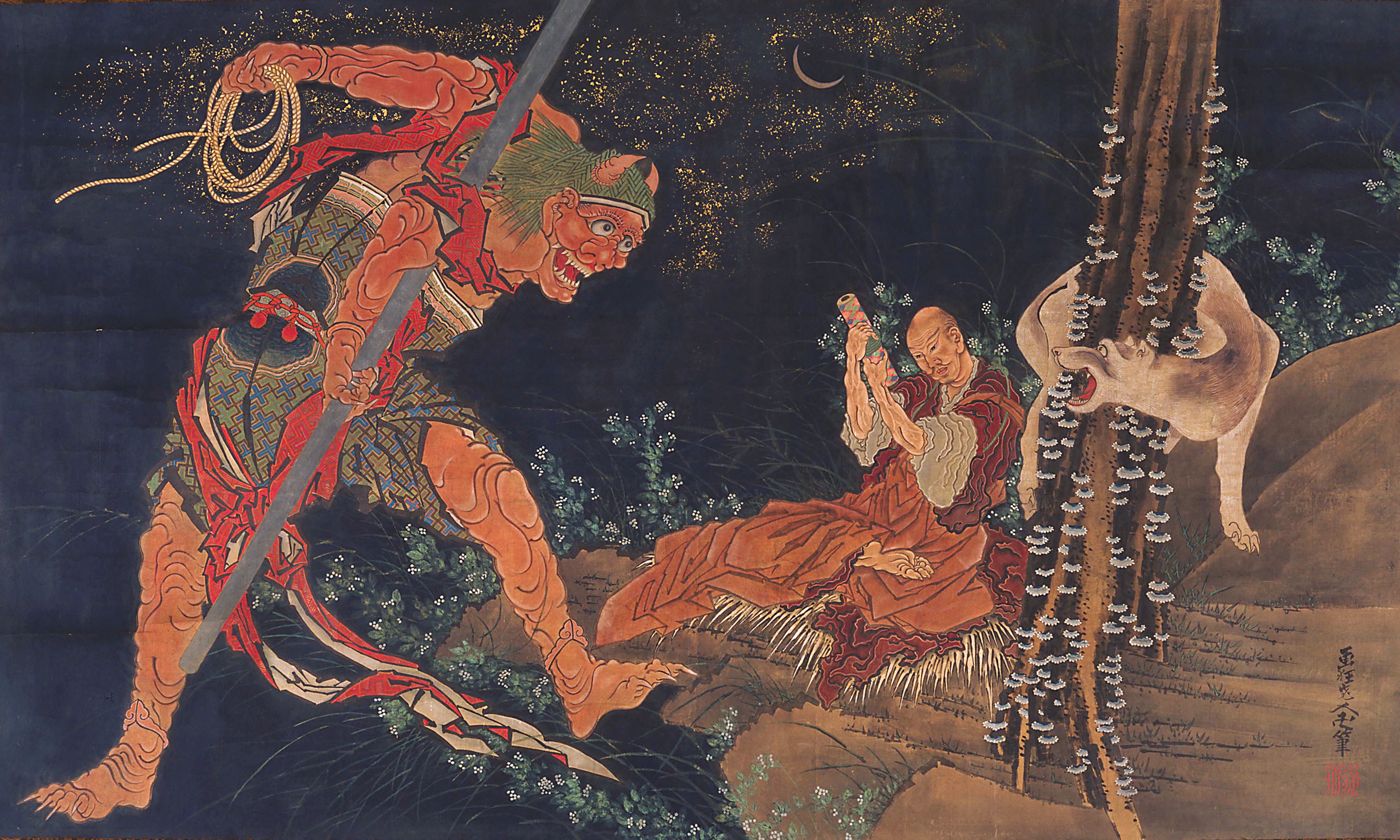
نقاشی اثر کاتسوشیکا هوکوسائی (۱۷۶۰–۱۸۴۹)

اونی یا اُنی (به انگلیسی Oni، کانجی: 鬼، هیراگانا: おに، کاتاکانا: オニ) نوعی یوکای، دیو، اورک، غول یا ترول در فولکلور ژاپنی است. اونی‌ها بیشتر به خاطر طبیعت خشن، شیطانی و تمایل به قتل و آدم‌خواری شناخته می‌شوند، اما نمی‌توان از آنها به‌سادگی به‌عنوان شیطان نام برد. آنها به‌طور معمول با چهره‌هایی حجیم با یک یا چند شاخِ در حال رشد از سرِ خود به تصویر کشیده شده‌اند. به‌طور کلیشه‌ای، آنها را به رنگ قرمز، آبی، سیاه، زرد، یا سفید تصور می‌کنند که لباس‌هایی از پوست ببر می‌پوشند و چماق‌های آهنیِ کانابو دارند؛ موجوداتی که ترس و خطر را با رفتارهایی وحشیانه و عجیب و قدرت‌هایی خطرناک نشان می‌دهند.
آنها شخصیت‌هایی محبوب در هنر، ادبیات، و تئاتر ژاپنی هستند و در افسانه‌های معروفی مانند موموتارو (پسر هلو) به‌عنوان شخصیت‌های شرور حضور دارند. اگرچه اونی به‌عنوان موجودی ترسناک توصیف شده است، اما آنها در فرهنگ مدرن به موجودی رام‌شده تبدیل شده‌اند، زیرا مردم داستان‌های ترسناک کمتری دربارهٔ آنها می‌گویند.

## ظاهر
اونیِ غول‌پیکر دارای ناخن‌های تیز، موی ناآراسته، و دو شاخ بلند است. اندامش تقریباً مانند اندام آدمیزاد است، ولی گاهی صفاتی غیرطبیعی، مانند فرد بودن تعداد چشم‌ها (یک یا سه) یا انگشت و پنجه‌های پایِ بیش از اندازه یا اضافی در آن مشاهده می‌شود. آنها عمدتاً مرد هستند، اما می‌توانند به دلیل احساساتی بودن یا حسادت زن باشند.

## در فرهنگ سنتی ژاپن
برخی روستاها سالانه (به‌خصوص در فصل بهار) جشن می‌گیرند تا اونی را از روستایشان برانند. هنگام جشن گرفتن عید ستسوبون (節分)، مردم دانه‌های سویا را خارج از خانه‌هایشان می‌اندازند و داد می‌زنند:

دیو بیرون! خوشبختی تو!

!"鬼は外！福は内"

" !Oni wa soto! Fuku wa uchi"

با این حال، امروزه در فرهنگ مدرن، اونی نه‌تنها برخی صفات بد را از دست داده، بلکه از آن به‌عنوان محافظ و دورکنندهٔ بدشانسی یاد می‌شود.

## در فرهنگ عامه
- اونی‌ها در یک مجموعه بازی به نام اونیموشا حضور دارند.
- در مجموعه بازی‌های مورتال کمبت اونی‌ها به‌عنوان شیاطین جهنمی به تصویر کشیده شده‌اند.
- به نظر می‌رسد شخصیت‌های Electabuzz و Glalie در پوکمون اونی باشند.
- ایموجی با نویسهٔ U+1F479، نشان‌دهندهٔ یک اونی به نام "Japanese Ogre" است.
- در بازی ندای وظیفه: جنگ‌های بی‌نهایت، اونی نوعی تفنگ دستی است.

## نگارخانه

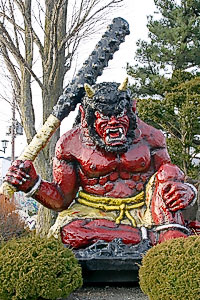
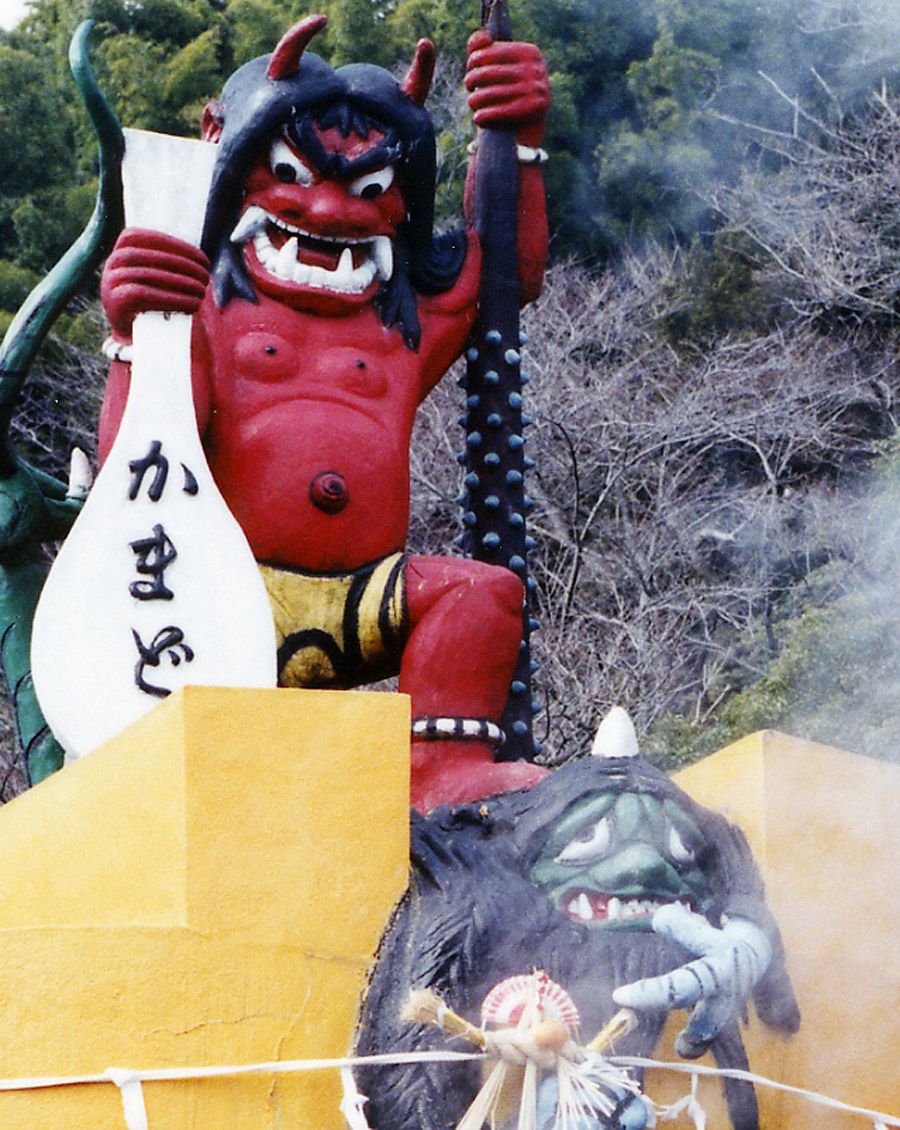
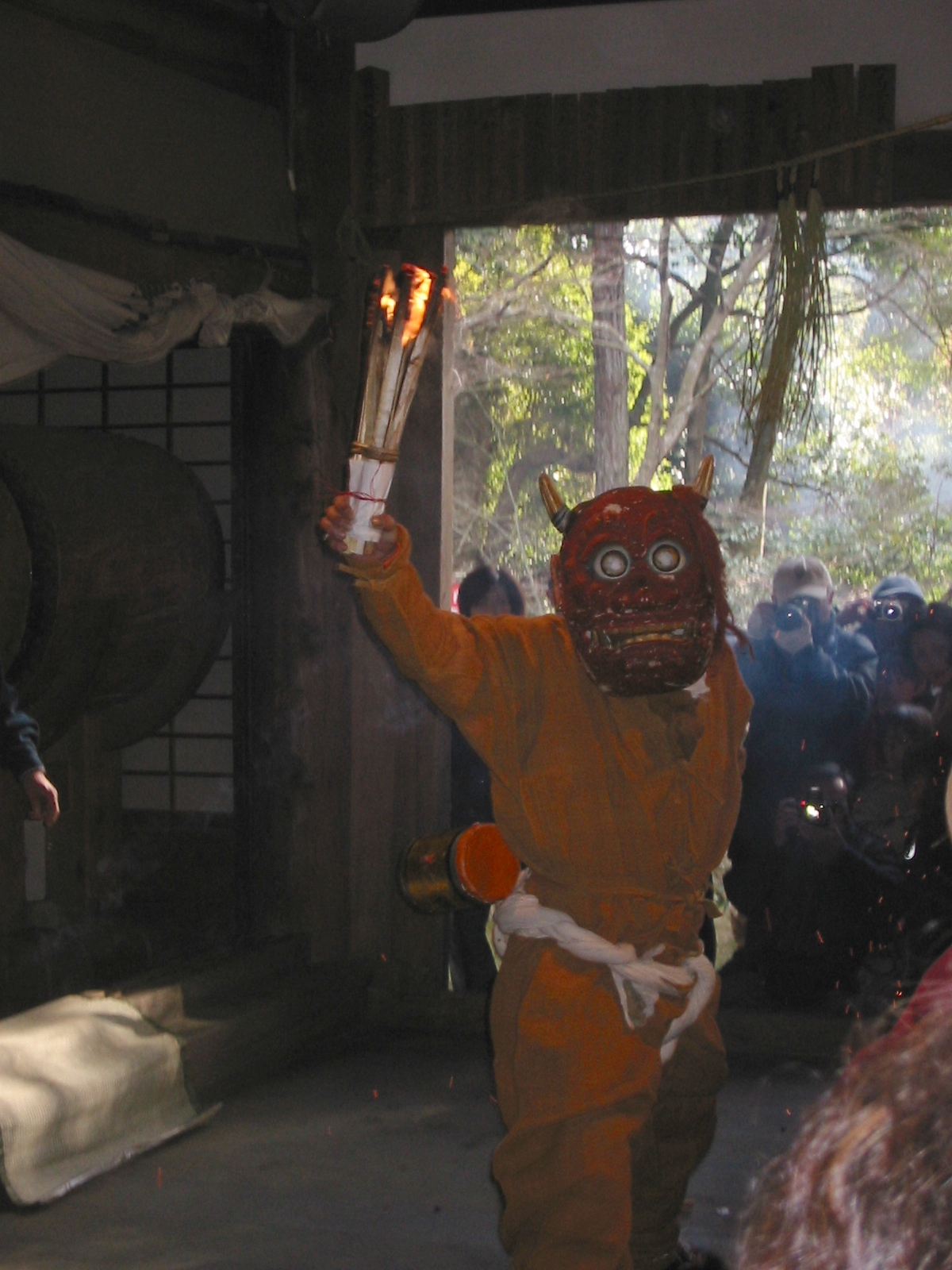